# David Carreira
David Araújo Antunes (Dourdan, França, 30 de julho de 1991), mais conhecido pelo seu nome artístico David Carreira, é um cantor português. Durante sua infância e adolescência, ingressou nas categorias de base de futebol do Sporting Clube de Portugal, mas uma lesão interrompeu esta vertente. O seu primeiro trabalho artístico foi como modelo, ao desfilar nos eventos ModaLisboa e Portugal Fashion e ao participar em campanhas publicitárias da Cacharel. 
Conhecido pelo seu trabalho na 8.ª série de Morangos com Açúcar em 2010/11, David deu inicio à sua carreira como cantor em 2011, com o lançamento do seu álbum de estreia, Nº 1, que atingiu a primeira posição na tabela portuguesa de álbuns, compilada pela Associação Fonográfica Portuguesa. Nº 1 foi certificado com dupla platina por vendas superiores a 30 mil cópias. Participou também na telenovela Louco Amor e mais tarde na telenovela Santa Bárbara, onde fazia de André Neves. Em 2020, participa na telenovela Bem Me Quer, onde interpreta Artur Cunha.
Em 2022 estreou-se na apresentação, com o programa Vai de Carrinho, ao lado de Ana Guiomar, na TVI.

## Biografia
David Carreira nasceu em Dourdan, uma Comuna francesa do departamento Essonne, na região Ilha de França, em França. É filho de António Manuel Mateus Antunes, conhecido por Tony Carreira, também cantor, e de Fernanda Antunes, gestora da carreira artística do ex-marido. Tem um irmão mais velho Mickael Carreira, também cantor. Tinha também uma irmã, Sara Carreira, que faleceu num Acidente rodoviário trágico aos 21 anos. 
Apesar de ter nascido em França, David Carreira não tem dupla nacionalidade. Apenas a nacionalidade portuguesa.
Em 27 de Janeiro de 2023, foi pai de um menino, fruto da sua relação com Carolina Carvalho.

## Carreira artística
Aos dez anos de idade em 2001, David ingressou nas categorias de bases do SCP (Sporting). Onde passou menos de um ano pelo facto de ter sofrido uma lesão no joelho direito, que o impediu de continuar a jogar profissionalmente. De referir que jogou com Cristiano Ronaldo, ainda no Sporting (apesar de ter sido para um evento de solidariedade).
Em 2008, iniciou sua carreira como modelo participando dos eventos portugueses Moda Lisboa e do Portugal Fashion. Durante os anos de 2008 e 2009, participou dos eventos e campanhas publicitárias da marca francesa Cacharel.
Em 2010, David deu inicio à sua carreira como ator estreando na oitava temporada da série Morangos com Açúcar. Ele interpretou o protagonista Lourenço Carneiro Seixas que fez par com Marta Cortês interpretada pela portuguesa Gabriela Barros.
Seu primeiro álbum de estúdio, Nº 1, foi lançado em 17 de outubro de 2011, tendo alcançado a primeira posição na lista dos discos mais vendidos de Portugal compilado pela Associação Fonográfica Portuguesa (AFP) vendendo mais de 60 mil cópias e sendo autenticado de platina em apenas e mais tarde dupla platina pela mesma associação. O disco foi produzido pela dupla francesa Tefa et Masta e conta com as participações de Iminente e Jmi Sissoko. O primeiro single retirado do conjunto de faixas, "Esta Noite", conta com a participação de Jmi Sissoko e alcançou a sexta colocação dos mais vendidos de seu país de pátria. O videoclipe de apresentação de estreia, contou com alguns nomes conhecidos, entre eles Paulo Futre e o disc jockey DJ Diego Miranda.
Em 2012, participa na nova telenovela da Televisão Independente (TVI), Louco Amor em que interpreta Francisco Correira (Chico), um rapaz de 21 anos que tem tendência para se apaixonar por mulheres mais velhas, neste caso por Berta Abreu interpretado pela compatriota Bárbara Norton de Matos.. Em 27 de agosto de 2012 na loja Staples de Braga, Vila Nova de Gaia e Lisboa, David lançou uma linha de produtos escolares pela empresa Staples Inc., onde também divulgou a promoção Staples – Regresse às Aulas como uma Estrela.
Em 2 de agosto de 2012, David revelou em entrevista ao jornal português Correio da Manhã que estava a gravar novas músicas para seu segundo álbum de estúdio. O cantor também declarou que estava a gravar a nova telenovela da Televisão Independente (TVI), Belmonte, na qual não chegou a participar. O artista também revelou que iria participar do filme francês Odysseia, que tem direção do cineasta Stéphane Giust. Em 2013, ele foi eleito o artista Sexy Teen numa votação feito pelo Correio da Manhã.
Entre 3 agosto e 14 de setembro de 2014, David Carreira participou na segunda edição de do programa televisivo Dança com as Estrelas, na TVI, tendo chegado à final e ficado em segundo lugar.
No dia de 4 de junho de 2021, David Carreira, Giulia Be, Ludmilla e Preto Show lançaram a música Vamos Com Tudo escolhida como a canção tema oficial da seleção de Portugal para o EURO 2020.

## Filmografia

### Televisão
| Ano         | Projeto                           | Papel                     | Notas                                 | Canal |
| ----------- | --------------------------------- | ------------------------- | ------------------------------------- | ----- |
| 2010 - 2011 | Morangos com Açúcar 8             | Lourenço Carneiro Seixas  | Protagonista 8.ª série                | TVI   |
| 2012 - 2013 | Louco Amor                        | Francisco Correia (Chico) | Elenco Principal                      | TVI   |
| 2012        | Morangos com Açúcar - O Filme     | Lourenço Carneiro Seixas  | Protagonista                          | TVI   |
| 2014        | Dança com as Estrelas 2           | Ele Próprio               | Concorrente 2.ª Edição                | TVI   |
| 2015        | Got to dance: Le meilleur danseur | Ele Próprio               | Jurado                                | TMC   |
| 2015        | Pequenos Gigantes 1               | Ele Próprio               | Jurado                                | TVI   |
| 2015 - 2016 | Santa Bárbara                     | André Neves               | Elenco Principal                      | TVI   |
| 2016        | Pequenos Gigantes 2               | Ele Próprio               | Jurado                                | TVI   |
| 2016        | Rainha das Flores                 | Ele Próprio               | Participação Especial                 | SIC   |
| 2017 - 2018 | Paixão                            | Ele Próprio               | Participação Especial                 | SIC   |
| 2020 - 2021 | Bem Me Quer                       | Artur Cunha/ Magalhães    | Elenco Principal                      | TVI   |
| 2021        | Os Sonhos Não Têm Teto            | Ele Próprio               | Documentário realizado pelo próprio   | SIC   |
| 2022        | Rua das Flores                    | Fábio Filipe              | Elenco Principal                      | TVI   |
| 2022        | Vai de Carrinho!                  | Ele Próprio               | Apresentador, ao lado de Ana Guiomar  | TVI   |
| 2023        | Onde está o Dinheiro?             | Ele Próprio               | Apresentador, ao lado de Kelly Bailey | TVI   |

### Cinema
| Ano  | Filme                         | Papel                    | Canal |
| ---- | ----------------------------- | ------------------------ | ----- |
| 2012 | Morangos com Açúcar – O Filme | Lourenço Carneiro Seixas | TVI   |
| 2016 | Angry Birds - O Filme         | Red                      |       |

## Caraterísticas musicais
O seu primeiro álbum de estúdio caracterizou-se pelos géneros estilísticos pop, dance music, hip hop e R&B. Ainda neste disco, David coescreveu várias faixas em parceria com os compositores envolvidos no trabalho. O conjunto de faixas inclui três línguas: inglês, francês e, predominantemente, português.

## Discografia

### Álbuns de estúdio
| Detalhes do álbum                                                                                                 | Posição | Posição   | Posição | Posição | Certificações     |
| Detalhes do álbum                                                                                                 | POR     | BEL (Val) | FRA     | SUI     | Certificações     |
| --- | ------- | --------- | ------- | ------- | ----------------- |
| Nº 1 - Lançamento: 17 de outubro de 2011 - Editora: Farol Música - Formatos: CD, download digital                 | 1       | —         | —       | —       | - POR: 2× Platina |
| A Força Está Em Nós - Lançamento: 11 de novembro de 2013 - Editora: Farol Música - Formatos: CD, download digital | 2       | —         | —       | —       |                   |
| Tout Recommencer - Lançamento: 25 de agosto de 2014 - Editora: Warner Music - Formatos: CD, download digital      | —       | 20        | 8       | 21      | - FRA: Ouro       |
| 3 - Lançamento: 4 de dezembro de 2015 - Editora: Farol Música - Formatos: CD, download digital                    | 1       | —         | —       | —       | - POR: Ouro       |
| 1991 - Lançamento: 19 de maio de 2017 - Editora: Warner Music - Formatos: CD, download digital                    | 14      | —         | 54      | 58      |                   |
| 7 - Lançamento: 23 de novembro de 2018 - Editora: Sony Music - Formatos: CD, download digital, streaming          | 1       | —         | —       | —       | - POR: Ouro       |

### Extended plays(EP)
| Detalhes do álbum                                                                                        |
| --- |
| David Carreira - EP - Lançamento: 7 de julho de 2014 - Editora: Warner Music - Formato: Download digital |

### Álbuns ao vivo
| Detalhes do álbum                                                                    | Posição |
| Detalhes do álbum                                                                    | POR     |
| ------------------------------------------------------------------------------------ | ------- |
| 360º Live Campo Pequeno - Lançamento: 2016 - Editora: Sony Music - Formatos: CD, DVD | 3       |

### Singles
| Ano  | Tema                                                                       | Posição                                                                       | Posição | Álbum                                  |
| Ano  | Tema                                                                       | POR                                                                           | FRA     | Álbum                                  |
| ---- | -------------------------------------------------------------------------- | ----------------------------------------------------------------------------- | ------- | -------------------------------------- |
| 2011 | "Esta Noite" (com participação de Jmi Sissoko)                             | (a tabela portuguesa de singles apenas passou a existir em fevereiro de 2016) | —       | Nº 1                                   |
| 2012 | "Falling Into You"                                                         | (a tabela portuguesa de singles apenas passou a existir em fevereiro de 2016) | —       | Nº 1                                   |
| 2012 | "Don't Stop The Party" (com participação de Lara Life)                     | (a tabela portuguesa de singles apenas passou a existir em fevereiro de 2016) | —       | Nº 1                                   |
| 2013 | "Baby Fica" (com participação de Anselmo Ralph)                            | (a tabela portuguesa de singles apenas passou a existir em fevereiro de 2016) | —       | A Força Está Em Nós                    |
| 2013 | "A Força Está Em Nós" (com participação de Snoop Dogg)                     | (a tabela portuguesa de singles apenas passou a existir em fevereiro de 2016) | —       | A Força Está Em Nós                    |
| 2013 | "Obrigado la famille" (com participação de Dry)                            | (a tabela portuguesa de singles apenas passou a existir em fevereiro de 2016) | 55      | Tout Recommencer                       |
| 2014 | "Boom"                                                                     | (a tabela portuguesa de singles apenas passou a existir em fevereiro de 2016) | 50      | Tout Recommencer                       |
| 2014 | "Viser le K.O." (com participação de Snoop Dogg)                           | (a tabela portuguesa de singles apenas passou a existir em fevereiro de 2016) | 167     | Tout Recommencer                       |
| 2014 | "ABC" (com participação de Boss AC)                                        | (a tabela portuguesa de singles apenas passou a existir em fevereiro de 2016) | —       |                                        |
| 2014 | "Haverá Sempre Uma Música"                                                 | (a tabela portuguesa de singles apenas passou a existir em fevereiro de 2016) | —       | A Força Está Em Nós: Evolution Edition |
| 2015 | "In Love" (com participação de Ana Free)                                   | 51                                                                            | —       | 3                                      |
| 2015 | "Primeira Dama"                                                            | —                                                                             | —       | 3                                      |
| 2016 | "Dama do Business" (com participação de Plutónio)                          | —                                                                             | —       | 3                                      |
| 2017 | "Domino"                                                                   | —                                                                             | 95      | 1991                                   |
| 2017 | "Numero Uno"                                                               | —                                                                             | —       | 1991                                   |
| 2017 | "Lucia"                                                                    | —                                                                             | —       | 1991                                   |
| 2017 | "Ficamos Por Aqui"                                                         | —                                                                             | —       | A Herdeira (banda sonora)              |
| 2017 | "Já Não Te Sinto"                                                          | —                                                                             | —       |                                        |
| 2018 | "És Só Tu" (com participação de Inês Herédia)                              | 51                                                                            | —       | 7                                      |
| 2018 | "O Problema É Que Ela É Linda (com participação de Deejay Telio e MC Zuka) | 43                                                                            | —       | 7                                      |
| 2018 | "Cuido de Você" (com participação de Kell Smith)                           | —                                                                             | —       | 7                                      |

### Outros temas
| Ano  | Obra              | Posição | Álbum             |
| Ano  | Obra              | POR     | Álbum             |
| ---- | ----------------- | ------- | ----------------- |
| 2016 | "Não Papo Grupos" | 54      | 3 - Black Edition |